# Historique du parcours européen du Stade de Reims
Cet article présente les matchs européens du Stade de Reims. 

## Tableau des matchs

### Années 1940
| Saison    | Compétition  | Date                  | Tour       | Adversaire   | Niveau                | Lieu | Score | Buteurs de Reims                    | Affluence | # |
| --------- | ------------ | --------------------- | ---------- | ------------ | --------------------- | ---- | ----- | ----------------------------------- | --------- | - |
| 1948-1949 | Coupe Latine | Mercredi 26 juin 1949 | 1/2 finale | FC Barcelone | Primera División (D1) | N.   | 0 - 5 | -                                   | ?         | - |
| 1948-1949 | Coupe Latine | Dimanche 29 juin 1952 | 3e place   | Torino FC    | Serie A (D1)          | N.   | 3 - 5 | Sinibaldi 41e Méano 60e Flamion 75e | ?         | - |

### Années 1950
| Saison    | C1/2/3/4     | Date                       | Tour                     | Adversaire            | Niveau                 | Lieu | Score | Buteurs de Reims                                   | Affluence | #  |
| --------- | ------------ | -------------------------- | ------------------------ | --------------------- | ---------------------- | ---- | ----- | -------------------------------------------------- | --------- | -- |
| 1952-1953 | Coupe Latine | Mercredi 4 juin 1953       | 1/2 finale               | Valence CF            | Primera División (D1)  | N.   | 2 - 1 | ?                                                  | ?         | -  |
| 1952-1953 | Coupe Latine | Dimanche 7 juin 1953       | Finale                   | Milan AC              | Serie A (D1)           | N.   | 3 - 0 | Kopa 31e 75e, Méano 53e                            | 15 000    | -  |
| 1954-1955 | Coupe Latine | Jeudi 22 juin 1953         | 1/2 finale               | Milan AC              | Serie A (D1)           | N.   | 3 - 2 | ?                                                  | ?         | -  |
| 1954-1955 | Coupe Latine | Dimanche 26 juin 1953      | Finale                   | Real Madrid           | Primera División (D1)  | N.   | 0 - 2 | -                                                  | 35 776    | -  |
| 1955-1956 | C1           | Mercredi 21 septembre 1955 | 1/8e de finale - aller   | AGF Århus             | 1.division (D1)        | Ext. | 2 - 0 | Glovacki 7e 72e                                    | 18 000    | 1  |
| 1955-1956 | C1           | Mercredi 26 octobre 1955   | 1/8e de finale - retour  | AGF Århus             | 1.division (D1)        | Dom. | 2 - 2 | Glovacki 47e, Bliard 60e                           | 5 845     | 2  |
| 1955-1956 | C1           | Mercredi 14 décembre 1955  | 1/4 de finale - aller    | Budapest Vörös Lobogó | Nemzeti Bajnokság (D1) | Dom. | 4 - 2 | Glovacki 14e, Leblond 33e 57e, Bliard 42e          | 36 088    | 3  |
| 1955-1956 | C1           | Mercredi 28 décembre 1955  | 1/4 de finale - retour   | Budapest Vörös Lobogó | Nemzeti Bajnokság (D1) | Ext. | 4 - 4 | Glovacki 6e, Bliard 20e 44e, Templin 52e           | 35 000    | 4  |
| 1955-1956 | C1           | Mercredi 4 avril 1956      | 1/2 de finale - aller    | Hibernian Édimbourg   | Scottish League (D1)   | Dom. | 2 - 0 | Leblond 67e, Bliard 89e                            | 35 486    | 5  |
| 1955-1956 | C1           | Mercredi 18 avril 1956     | 1/2 de finale - retour   | Hibernian Édimbourg   | Scottish League (D1)   | Ext. | 1 - 0 | Glovacki 67e                                       | 44 941    | 6  |
| 1955-1956 | C1           | Mercredi 13 juin 1956      | Finale                   | Real Madrid           | Primera División (D1)  | N.   | 3 - 4 | Leblond 6e, Templin 10e, Hidalgo 62e               | 38 239    | 7  |
| 1958-1959 | C1           | Mercredi 14 septembre 1958 | 1/16e de finale - aller  | Ards FC               | Premiership (D1)       | Ext. | 4 - 1 | Fontaine 26e 38e 45e 85e                           | -         | 8  |
| 1958-1959 | C1           | Mercredi 30 septembre 1958 | 1/16e de finale - retour | Ards FC               | Premiership (D1)       | Dom. | 6 - 2 | Piantoni 10e 40e, Fontaine 14e 16e, Bliard 20e 74e | -         | 9  |
| 1958-1959 | C1           | Mercredi 26 novembre 1958  | 1/8e de finale - aller   | Helsingin Palloseura  | Mestaruussarja (D1)    | Dom. | 4 - 0 | Vincent 22e 35e 85e, Siatka 89e                    | -         | 10 |
| 1958-1959 | C1           | Mercredi 3 décembre 1958   | 1/8e de finale - retour  | Helsingin Palloseura  | Mestaruussarja (D1)    | Ext. | 3 - 0 | Fontaine 2e 10e, Lintamo 8e (csc)                  | -         | 11 |
| 1958-1959 | C1           | Mercredi 4 février 1959    | 1/4 de finale - aller    | Standard de Liège     | Division 1 (D1)        | Ext. | 0 - 2 | -                                                  | -         | 12 |
| 1958-1959 | C1           | Mercredi 18 mars 1959      | 1/4 de finale - retour   | Standard de Liège     | Division 1 (D1)        | Dom. | 3 - 0 | Piantoni 70e, Fontaine 73e 88e                     | -         | 13 |
| 1958-1959 | C1           | Mercredi 15 avril 1959     | 1/2 de finale - aller    | Young Boys de Berne   | Ligue Nationale A (D1) | Dom. | 0 - 1 | -                                                  | -         | 14 |
| 1958-1959 | C1           | Mercredi 13 mai 1959       | 1/2 de finale - retour   | Young Boys de Berne   | Ligue Nationale A (D1) | Ext. | 3 - 0 | Piantoni 41e 72e, Penverne 47e                     | -         | 15 |
| 1958-1959 | C1           | Mercredi 3 juin 1959       | Finale                   | Real Madrid           | Primera División (D1)  | N.   | 0 - 2 | -                                                  | -         | 16 |

### Années 1960
| Saison    | Compétition | Date                      | Tour                       | Adversaire          | Niveau                  | Lieu | Score | Buteurs de Reims                                               | Affluence | #  |
| --------- | ----------- | ------------------------- | -------------------------- | ------------------- | ----------------------- | ---- | ----- | -------------------------------------------------------------- | --------- | -- |
| 1960-1961 | C1          | Mercredi 7 septembre 1960 | Tour préliminaire - aller  | La Jeunesse d'Esch  | Division Nationale (D1) | Dom. | 6 - 1 | Vincent 4e 59e, Rustichelli 16e, Dubaele 38e 64e, Piantoni 85e | 8 150     | 17 |
| 1960-1961 | C1          | Mercredi 5 octobre 1960   | Tour préliminaire - retour | La Jeunesse d'Esch  | Division Nationale (D1) | Ext. | 5 - 0 | Vincent 50e, Moreau 54e, Heinen 60e (csc), Rustichelli 63e 69e | 7 265     | 18 |
| 1960-1961 | C1          | Mercredi 16 novembre 1960 | 1/8e de finale - aller     | Burnley FC          | First Division (D1)     | Ext. | 0 - 2 | -                                                              | 37 404    | 19 |
| 1960-1961 | C1          | Mercredi 30 novembre 1960 | 1/8e de finale - retour    | Burnley FC          | First Division (D1)     | Dom. | 3 - 2 | Piantoni 50e, Rodzik 56e 75e                                   | 36 831    | 20 |
| 1962-1963 | C1          | Mercredi 18 octobre 1962  | 1/8e de finale - aller     | Austria Vienne      | Bundesliga (D1)         | Ext. | 2 - 3 | Sauvage 15e (pen.) 82e                                         | 41 783    | 21 |
| 1962-1963 | C1          | Mercredi 14 novembre 1962 | 1/8e de finale - retour    | Austria Vienne      | Bundesliga (D1)         | Dom. | 5 - 0 | Kopa 12e 68e, Siatka 17e, Dubaële 36e, Akesbi 80e              | 36 794    | 22 |
| 1962-1963 | C1          | Mercredi 6 février 1963   | 1/4 de finale - aller      | Feyenoord Rotterdam | Eredivisie (D1)         | Dom. | 0 - 1 | -                                                              | 30 733    | 23 |
| 1962-1963 | C1          | Mercredi 13 mars 1963     | 1/4 de finale - retour     | Feyenoord Rotterdam | Eredivisie (D1)         | Ext. | 1 - 1 | Akesbi 41e                                                     | 52 565    | 24 |

### Années 1970
| Saison    | Compétition     | Date       | Tour   | Adversaire      | Niveau                 | Lieu | Score | Buteurs de Reims                    | Affluence | #  |
| --------- | --------------- | ---------- | ------ | --------------- | ---------------------- | ---- | ----- | ----------------------------------- | --------- | -- |
| 1976-1977 | Coupe des Alpes | 18/07/1977 | J01    | Neuchâtel Xamax | Ligue Nationale A (D1) | Dom. | 4 - 2 | ?                                   | ?         | -  |
| 1976-1977 | Coupe des Alpes | 23/07/1977 | J03    | Neuchâtel Xamax | Ligue Nationale A (D1) | Ext. | 2 - 1 | ?                                   | ?         | -  |
| 1976-1977 | Coupe des Alpes | 21/07/1977 | J02    | Servette FC     | Ligue nationale A (D1) | Ext. | 1 - 2 | ?                                   | ?         | 33 |
| 1976-1977 | Coupe des Alpes | 26/07/1977 | J04    | Servette FC     | Ligue nationale A (D1) | Dom. | 8 - 0 | ?                                   | ?         | -  |
| 1976-1977 | Coupe des Alpes | 29/07/1977 | Finale | SC Bastia       | Division 1 (D1)        | Dom. | 3 - 1 | Coste 29e, Gianetta 32e, Bonnec 72e | ?         | -  |

### Années 2010
| Saison    | Compétition       | Date       | Tour                                   | Adversaire       | Niveau                              | Lieu | Score | Buteurs de Reims                           | Affluence | # |
| --------- | ----------------- | ---------- | -------------------------------------- | ---------------- | ----------------------------------- | ---- | ----- | ------------------------------------------ | --------- | - |
| 2015-2016 | UEFA Youth League | 30/09/2015 | Premier tour de qualification - aller  | Middlesbrough FC | Professional U18 Development League | Dom. | 5-3   | Oudin 3e 58eJung 13e Marques 60e Sylla 61e | 3 749     | - |
| 2015-2016 | UEFA Youth League | 21/10/2015 | Premier tour de qualification - retour | Middlesbrough FC | Professional U18 Development League | Ext. | 0-3   |                                            | 2 500     | - |

### Années 2020
| Saison    | Compétition  | Date                    | Tour                            | Adversaire  | Niveau              | Lieu | Score             | Buteurs de Reims | Affluence | #  |
| --------- | ------------ | ----------------------- | ------------------------------- | ----------- | ------------------- | ---- | ----------------- | ---------------- | --------- | -- |
| 2020-2021 | Ligue Europa | Jeudi 17 septembre 2020 | Deuxième tour de qualification  | Servette FC | Super League        | Ext. | 1 - 0             | Berisha 4e       | 0         | 25 |
| 2020-2021 | Ligue Europa | Jeudi 24 septembre 2020 | Troisième tour de qualification | Fehérvár FC | Nemzeti Bajnokság I | Ext. | 0 - 0 (1 - 4 tab) |                  |           | 26 |

## Statistiques

### Bilan
| Coupe                           | Saisons | Titres | Meilleure performance     | J  | G  | N | P | Bp | Bc | Diff |
| ------------------------------- | ------- | ------ | ------------------------- | -- | -- | - | - | -- | -- | ---- |
| Ligue des champions (1955-1963) | 4       | 0      | Finale (2)                | 24 | 14 | 3 | 7 | 63 | 30 | +33  |
| Ligue Europa (2020)             | 1       | 0      | 3e tour de qualification  | 2  | 1  | 1 | 0 | 1  | 0  | +1   |
| Coupe Latine (1949, 1953, 1955) | 3       | 0      | Vainqueur                 | 6  | 3  | 0 | 3 | 12 | 17 | -5   |
| Coupe des Alpes (1977)          | 1       | 0      | Vainqueur                 | 5  | 4  | 0 | 1 | 17 | 5  | 12   |
| UEFA Youth League (2016)        | 1       | 0      | 1er tour de qualification | 2  | 1  | 0 | 1 | 5  | 6  | -1   |

### Buteurs en compétitions seniors de l'UEFA
| Nom            |  | Nb de buts total | Ligue des champions | Ligue Europa |
| -------------- |  | ---------------- | ------------------- | ------------ |
| Just Fontaine  |  | 10               | 10                  | 0            |
| René Bliard    |  | 7                | 7                   | 0            |
| Roger Piantoni |  | 7                | 7                   | 0            |
| Jean Vincent   |  | 6                | 6                   | 0            |
| Valon Berisha  |  | 1                | 0                   | 1            |